# Broderick Soncuaco Pabillo
Broderick Soncuaco Pabillo (Victorias, Filipinas, 11 de março de 1955) é um clérigo católico romano filipino e vigário apostólico de Taytay.

## Biografia
Broderick Soncuaco Pabillo frequentou a escola secundária no Colégio Dom Bosco em San Fernando, Pampanga. Em 1974, ingressou no noviciado dos Salesianos de Dom Bosco de Canlubang, Calamba. Fez seus votos perpétuos em 1º de abril de 1981. Obteve o bacharelado em teologia na Universidade de Santo Tomas em Manila e a licenciatura em escritura sagrada na Pontifícia Universidade Gregoriana em Roma.
Recebeu em 8 de dezembro de 1982 o Sacramento da Ordem do Arcebispo de Manila, Jaime Lachica Cardeal Sin. Depois de um ano como vice-pároco, foi posteriormente ecônomo, vigário e finalmente reitor do seminário salesiano de Paranaque (Manila) até 1999, quando foi incardinado no Vicariato Apostólico de Puerto Princesa e serviu como pároco da paróquia de S. Ezequiel Moreno no bairro Macarascas, Porto Princesa, até sua nomeação episcopal.
Em 24 de maio de 2006, o Papa Bento XVI o nomeou bispo titular de Sitifis e bispo auxiliar de Manila. O Arcebispo de Manila, Cardeal Gaudêncio Rosales, o consagrou em 19 de agosto do mesmo ano, na Igreja San Ezequiel de Moreno em Macarascas; os co-consagradores foram o Núncio Apostólico nas Filipinas, Dom Fernando Filoni, e o Vigário Apostólico de Puerto Princesa, Pedro Dulay Arigo.
De 10 de fevereiro de 2020 até a nomeação do novo arcebispo em 24 de junho de 2021, atuou como Administrador Apostólico da Arquidiocese de Manila.
O Papa Francisco o nomeou Vigário Apostólico de Taytay em 29 de junho de 2021. A posse ocorreu em 19 de agosto do mesmo ano.